# Anna Harrison
Anna Harrison, född som Anna Tuthill Symmes den 25 juli 1775 nära Morristown, New Jersey, död 25 februari 1864 i North Bend, Ohio, var en amerikansk presidentfru 1841, gift med president William Henry Harrison.

## Biografi
Dotter till överste John Cleves Symmes, som senare blev domare och ägare till stora landområden i Northwest Territory. När William Henry Harrison bad hennes far om dotterns hand, svarade han nej och menade att en officer i armén inte kunde försörja en hustru. Med anledning därav rymde de unga tu och vigdes av en fredsdomare den 25 november 1795.
Medan hennes make sedan gjorde karriär såväl inom militären som politiken, var Anna Harrison fullt upptagen med att uppfosta parets tio barn.
När hennes make höll sitt installationstal som president den 4 mars 1841 var hon inte närvarande. Hon befann sig i familjens privata hem i North Bend, Ohio, där hon tillbringade tiden som konvalescent efter en tids sjukdom. Hon flyttade aldrig till Washington under makens presidenttid och rollen som rikets första dam övertogs av Jane Irwin Harrison, änkan efter presidentens son. Hennes make ådrog sig emellertid en svår förkylning när han höll sitt tal och avled i lunginflammation efter att ha varit president i en månad.
Anna Harrison dog i februari 1864. Endast ett av de tio barnen överlevde henne, sonen John Scott Harrison, som blev far till USA:s 23:e president Benjamin Harrison.